# Raúl Leoni (khu tự quản)
Raúl Leoni là một khu tự quản thuộc bang Bolívar, Venezuela. Thủ phủ của khu tự quản Raúl Leoni đóng tại Ciudad Piar. Khự tự quản Raúl Leoni có diện tích 54388 km2, dân số theo điều tra dân số ngày 21 tháng 10 năm 2001 là 30062 người.